# Саед-Шах, Раиса Мохабубовна
Раи́са Мохабу́бовна Саед-Шах (род. 30 января 1967, Катманду, Непал) — советская и российская эстрадная певица, композитор, старший преподаватель по классу эстрадного вокала в Академии имени Гнесиных.

## Биография
В 1982 году Раиса Саед-Шах окончила музыкальную школу по классу фортепиано в Москве, впоследствии училась в Музыкальном училище имени Октябрьской революции на дирижёрско-хоровом отделении.
На формирование певицы большое влияние оказало творчество Барбары Стрейзанд, Дженис Джоплин, этническая непальская музыка, а также общение с многими отечественными музыкантами: Александром Лосевым, Константином Никольским, Стасом Наминым, Александром Градским и другими.
После музыкального училища Саед-Шах начала работать в качестве солистки группы «Электроклуб» вместе с Ириной Аллегровой и Игорем Тальковым. В это же время под именем Раиса Саед записывает песни для кинофильма «Путешествие мсье Перришона» (музыка Давида Тухманова).
Фонографический дебют состоялся в 1987 с песней «О хорошем» (музыка А. Барыкина, слова Л. Фадеева, запись и аранжировка группы «Карнавал»).
В 1987 и 1988 работает в группе «Монитор» с композитором Владимиром Мигулей.
В 1988 поступает в Московский музыкальный педагогический институт имени Гнесиных на отделение эстрадного вокала.
С 1988 начинает сотрудничество со студией «Рекорд» Сергея Лисовского.
Раиса Саед-Шах принимала участие в фестивалях «Кинотавр» (1993), «Дни Москвы в Будапеште» (1990), «Дни Москвы в Будапеште» (1991), «Бебек» (Алма-Ата, 1992), в музыкальных телепрограммах («Музыкальный вернисаж», «Песня года», «Шире круг», «Рок-урок»), а также в качестве ведущей «Утренней почты» (1993).
В 1993 Саед-Шах проводит большой концерт «Дочки-матери» в Центральном Доме работников искусств, а в 1995 в Театре Эстрады состоялся бенефис «В кругу друзей», посвящённый десятилетию творческой деятельности певицы.
В 1996 году исполнила дуэтом с Вадимом Степанцовым песню «Извини, дорогая», вошедшую в альбом «Раздень меня по телефону» группы «Бахыт-Компот». Через 15 лет их сотрудничество продолжилось в альбоме «Перезагрузка 2011» (песня «Змеиный дом»).
В разное время гастролировала с группами «Карнавал», «Кукуруза», «Бахыт-Компот», «Браво», «Мистер Твистер».
С 1999 года преподает в РАМ имени Гнесиных. В качестве педагога по вокалу участвовала в музыкальных проектах «Фактор А» и «Секрет успеха» на телеканале «Россия-1». Среди учеников —  Ярослав Дронов, Юлия Самойлова, Юлианна Караулова. 

## Семья
Отец — Мохабуб Саед-Шах, гражданин Непала, бывший губернатор штата Восточный Непала. 
Мать — Анна Юдковна Саед-Шах (урожденная Данцигер, 1949—2018), поэтесса, автор текстов песен Софии Ротару, Валерия Леонтьева, Яака Йоала, писательница, журналистка (работала в «Новой газете»).
Сестра — Фаина Саед-Шах.
Сын — Тимур Саед-Шах (род. 16 сентября 1987) — от Александра Барыкина, известен как рэпер Check.

## Дискография
- Давид Тухманов — Юрий Ряшенцев - «Путешествие мсье Перришона» (1987, «Мелодия» С60 25259 002)

1. Считаю Долгом Донести… (Игорь Скляр, Олег Табаков, Раиса Саед, Татьяна Васильева)
2. Да, Это Чудо Света… (Валентин Гафт, Василий Ларин, Раиса Саед)
3. Ах, Как Мне Жаль Девичьих Дней… (Раиса Саед)

- Первая сторона[7] сплит-альбома «Детство, юность…» (1990, «Мелодия», С60 29257-8)

1. О хорошем (А. Барыкин — Л. Фадеев)
2. Совершеннолетние дожди (Р. Саед-Шах — А. Саед-Шах)
3. Самый ягодный сезон (И. Тальков — А. Саед-Шах)
4. Песенка телеграфистки (Р. Саед-Шах — А. Саед-Шах)
5. Песенка о снежном человеке (Р. Саед-Шах — А. Саед-Шах)

- «Круговерть» (1992, «Russian Disc» R60 01163)
- «Воскресная жена» (1996)
- «Просыпается душа» (2009)